# Ciudad Bolívar
Pour les articles homonymes, voir Bolívar et Angostura.
Ciudad Bolívar, anciennement Angostura, est une ville du Venezuela, chef-lieu de la municipalité de Heres et capitale de l'État de Bolívar. Elle a été fondée en 1595 sous le nom de Santo Tomé de la Guayana de la Angostura del Orinoco. Elle est traversée par le fleuve Orénoque. Sa population estimée en 2005 était de 345 593 habitants.

## Histoire
La ville s'appelait autrefois Angostura. Elle fut fondée en 1588. En 1819, il se tint dans cette ville, sous la présidence de Bolivar, un congrès qui réunit la Nouvelle-Grenade et le Venezuela en un seul État sous le nom de Colombie : ce qui valut à la ville le nom de Ciudad-Bolivar.
Il reste de son ancien nom les Bitters Angostura, de grande réputation.

## Culture
Le musée Soto d'art moderne, inauguré en 1973, présente une collection organisée autour de l'art construit historique, l'art optique et cinétique.

## Économie
Ciudad Bolívar possède un aéroport (code AITA : CBL).

## Archevêché
- Archidiocèse de Ciudad Bolívar
- Cathédrale métropolitaine de Ciudad Bolívar

## Personnalités liées
- Gladys Guarisma (1938-2022) : linguiste.